# Источно-Фризијска острва
Источно-Фризијска острва су ланац острва у Северном мору, испред обале Доње Саксоније у северној Немачкој. Ова острва су део већег архипелага Фризијских острва.
Седам насељених острва су, од запада ка истоку: Боркум (Borkum), Јуист (Juist), Нордернеј (Norderney), Балтрум (Baltrum), Лангеог (Langeoog), Шпикерог (Spiekeroog) и Вангероге (Wangerooge).
Постоје још два ненасељена острва, Мемерт и Мелум.
Аутомобили нису дозвољени на острвима, изузев најнасељенијих Боркума и Нордернеја. Не постоје путеви или мостови за везу са острвима, већ се до њих стиже фериботима.
Острва и море око њих припадају националном парку Ватенмер.